# Budweiser Budvar
Budweiser Budvar (Будва́йзер Будва́р) — марка пива чешской государственной компании Budějovický Budvar, národní podnik из города Ческе-Будеёвице, являющаяся одной из самых известных марок пива из Чехии в мире. Варится только на одном заводе.
В Советский Союз пиво поставлялось под маркой «Будеевицкий Будвар».

## История
Пивоваренный завод в Ческе-Будеёвице был основан в 1895 году. Наиболее популярным стало его пиво марок Budweiser bier, получившее название от немецкого наименования города Budweis, и Budvar (сокращение от Budějovický pivovar).
С начала XX века с переменным успехом идёт противостояние пивоварни Budějovický Budvar с американской компанией Anheuser-Busch за права на марку Budweiser. В США пиво Budweiser Budvar экспортируется под маркой Czechvar.
Во времена ЧССР до 3/4 пива производителя экспортировалось. В 1990-е годы, параллельно с ростом экспорта, пивоварня начала масштабно расширять присутствие своей продукции в Чехии, сделав Budweiser Budvar одним из популярнейших брендов на внутреннем рынке.

## Современность
Сегодня Budweiser Budvar в числе немногих чешских марок пива, до сих пор сбраживающихся двухъёмкостным методом. Главное брожение проводится в ЦКТБ — цилиндро-коническом танке брожения, после чего сброженное сусло перекачивается в подвальные лагерные танки, где выдерживается три полных месяца. Budějovický Budvar, n.p. — единственная крупная мировая пивоварня, продолжающая увеличивать количество лагерных танков.
Объёмы продаж Budweiser Budvar постоянно растут, включая экспорт. Это самое популярное импортное пиво в ФРГ, а совокупные поставки за рубеж в 2018 году достигли 10,7 млн декалитров.

## Ассортимент
На 2020 год предлагаются следующие сорта пива:
марки Budweiser Budvar:
- Original — светлый лагер с содержанием алкоголя 5 % объёма и расчётной горечью 22 IBU (International Bitterness Units — Международная шкала горечи[4]);

марки Budvar:
- 33 — светлый лагер с содержанием алкоголя 4,6 % и расчётной горечью 33 IBU;
- Výčepní — светлый лагер с содержанием алкоголя 4 % и расчётной горечью 20 IBU;
- Tmavý ležák — тёмный лагер с содержанием алкоголя 4,7 % и расчётной горечью 24 IBU;
- Nealko — светлое безалкогольное пиво с расчётной горечью 23 IBU;
- Kroužek — светлый фильтрованный лагер с последующим добавлением живых дрожжей, содержанием алкоголя 5 % и расчётной горечью 22 IBU;
- Cvikl — светлый нефильтрованный лагер с содержанием алкоголя 4 % и расчётной горечью 20 IBU;

марки Bud, реализуемого только в стеклянных бутылках объёмом 0,33 литра:
- Strong — светлое пиво с содержанием алкоголя 7,4-8,2 % и расчётной горечью 26 IBU;

ограниченного выпуска, реализуемого только в кегах:
- Společné z Budvaru — светлый лагер с содержанием алкоголя 4 % и расчётной горечью 28 IBU.[5]